# Israel no Festival Eurovisão da Canção 2014
Israel participou do Festival Eurovisão da Canção 2014 em Copenhaga na Dinamarca. O representante foi selecionado através da combinação de uma seleção interna para escolher a intérprete com a final da Kdam Eurovision 2014 ("pré-Eurovisão 2014") para escolher a canção. Mei Feingold representou Israel com a canção "Same Hearth", composta por Rami Talmid. Apesar de ter sido considerada favorita a ganhar, a canção não foi classificada já na segunda semifinal, atingindo o 14.º lugar com 19 pontos.

## Kdam Eurovision 2014
| Ordem | Artista      | Música (English Translation)      | Music (m) / Lyrics (l)                      | SMS Voto | Lugar |
| ----- | ------------ | --------------------------------- | ------------------------------------------- | -------- | ----- |
| 1     | Mei Finegold | "Same Heart"                      | Rami Talmid (m & l)                         | 55%      | 1     |
| 2     | Mei Finegold | "Nish'eret iti" (Staying with me) | Loren de Paz (m & l), Chen Metzger Eder (m) | 40%      | 2     |
| 3     | Mei Finegold | "Be Proud"                        | Mei Finegold (m & l)                        | 5%       | 3     |

### Pontos ganhos por Israel
| Pontos ganhos por Israel (2.ª Semi-Final) | Pontos ganhos por Israel (2.ª Semi-Final) | Pontos ganhos por Israel (2.ª Semi-Final) | Pontos ganhos por Israel (2.ª Semi-Final) | Pontos ganhos por Israel (2.ª Semi-Final) |
| 12 pontos                                 | 10 pontos                                 | 8 pontos                                  | 7 pontos                                  | 6 pontos                                  |
| ----------------------------------------- | ----------------------------------------- | ----------------------------------------- | ----------------------------------------- | ----------------------------------------- |
|                                           |                                           |                                           |                                           | - Grécia                                  |
| 5 pontos                                  | 4 pontos                                  | 3 pontos                                  | 2 pontos                                  | 1 ponto                                   |
| - Macedónia do Norte                      |                                           | - Finlândia                               | - Bielorrússia - Alemanha                 | - Roménia                                 |

### Pontos dados por Israel
| 12 pontos | Roménia            |
| 10 pontos | Áustria            |
| 8 pontos  | Eslovénia          |
| 7 pontos  | Bielorrússia       |
| 6 pontos  | Grécia             |
| 5 pontos  | Suíça              |
| 4 pontos  | Polónia            |
| 3 pontos  | Finlândia          |
| 2 pontos  | Macedónia do Norte |
| 1 ponto   | Irlanda            |

| 12 pontos | Áustria      |
| 10 pontos | Suécia       |
| 8 pontos  | Roménia      |
| 7 pontos  | Hungria      |
| 6 pontos  | Arménia      |
| 5 pontos  | Ucrânia      |
| 4 pontos  | Espanha      |
| 3 pontos  | Rússia       |
| 2 pontos  | Grécia       |
| 1 ponto   | Bielorrússia |